# Oxypoda lugubris
Oxypoda lugubris är en skalbaggsart som beskrevs av Ernst Gustav Kraatz 1856. Oxypoda lugubris ingår i släktet Oxypoda, och familjen kortvingar. Arten är reproducerande i Sverige.